# Kirovske (huyện)
Huyện Kirovske (tiếng Ukraina: Кіровський район, chuyển tự: Kirovskes’kyi raion) là một huyện của Krym. Huyện Kirovske có diện tích 1209 km², dân số theo điều tra dân số ngày 5 tháng 12 năm 2001 là 57686 người với mật độ 48 người/km2. Trung tâm huyện nằm ở Kirovske.